# Jonas Bergkvist
Jonas Bergkvist (* 26. září 1962 v Hässleholmu, Švédsko) je bývalý švédský hokejista, mistr světa a olympijský vítěz.

## Klubová kariéra
Hrával ve švédské lize za Rögle BK a především za Leksands IF, kde strávil většinu kariéry. V roce 1988 byl draftován do NHL týmem Calgary Flames. Tam také v sezóně 1989/1990 působil, výrazněji se však neprosadil, když ve 22 utkáních dal 2 góly a 5 asistencí. Po této sezóně se přes Německo (hrával rok v německé lize za Mannheim ERC) vrátil zpět do švédského Leksandu, kde hrál až do roku 1998. Závěr kariéry si zpestřil angažmá v rakouské resp. alpské lize, kde nastupoval v dresu Feldkirchu.

## Reprezentační kariéra
Byl dlouholetým reprezentantem Švédska, účastnil se celkem devíti turnajů seniorského mistrovství světa, kde získal celkem tři zlaté medaile (v letech 1987, 1991 a 1998). Ve sbírce má také zlatou medaili z olympiády v Lillehammeru 1994. V reprezentaci odehrál 272 utkání, čímž držel švédský rekord (překonán byl v roce 2007 Jörgenem Jönssonem).

## Ocenění a úspěchy
- 1989 All-Star Tým Švédska
- 1996 SEL – All-Star Tým
- 1996 SEL – Zlatý puk
- 1996 All-Star Tým Švédska

## Prvenství
- Debut v NHL – 7. října 1989 (Calgary Flames proti New York Islanders)
- První asistence v NHL – 21. října 1989 (Calgary Flames proti Boston Bruins)
- První gól v NHL – 23. října 1989 (Calgary Flames proti Washington Capitals, kanadskému brankáři Don Beaupre)

## Klubové statistiky
| Sezóna       | Klub                    | Soutěž       |     | Základní část | Základní část | Základní část | Základní část | Základní část |    | Play off | Play off | Play off | Play off | Play off |
| Sezóna       | Klub                    | Soutěž       | Z   | G             | A             | B             | TM            | Z             | G  | A        | B        | TM       |          |          |
| 1981–82      | Leksands IF             | SEL          | 32  | 6             | 4             | 10            | 10            | —             | —  | —        | —        | —        |          |          |
| 1982–83      | Leksands IF             | SEL          | 35  | 8             | 11            | 19            | 20            | —             | —  | —        | —        | —        |          |          |
| 1983–84      | Leksands IF             | SEL          | 29  | 11            | 13            | 24            | 16            | —             | —  | —        | —        | —        |          |          |
| 1984–85      | Leksands IF             | SEL          | 35  | 11            | 11            | 22            | 26            | —             | —  | —        | —        | —        |          |          |
| 1985–86      | Leksands IF             | SEL          | 36  | 16            | 21            | 37            | 16            | —             | —  | —        | —        | —        |          |          |
| 1986–87      | Leksands IF             | SEL          | 36  | 9             | 11            | 20            | 26            | —             | —  | —        | —        | —        |          |          |
| 1987–88      | Leksands IF             | SEL          | 37  | 19            | 12            | 31            | 32            | 3             | 0  | 0        | 0        | 0        |          |          |
| 1988–89      | Leksands IF             | SEL          | 27  | 15            | 20            | 35            | 18            | 10            | 4  | 3        | 7        | 2        |          |          |
| 1989–90      | Calgary Flames          | NHL          | 22  | 2             | 5             | 7             | 10            | —             | —  | —        | —        | —        |          |          |
| 1989–90      | Salt Lake Golden Eagles | IHL          | 13  | 6             | 10            | 16            | 4             | —             | —  | —        | —        | —        |          |          |
| 1990–91      | Mannheim ERC            | 1.GBun       | 36  | 16            | 23            | 39            | 22            | 3             | 0  | 0        | 0        | 4        |          |          |
| 1991–92      | Leksands IF             | SEL          | 22  | 11            | 10            | 21            | 4             | —             | —  | —        | —        | —        |          |          |
| 1992–93      | Leksands IF             | SEL          | 39  | 15            | 23            | 38            | 45            | 2             | 0  | 0        | 0        | 0        |          |          |
| 1993–94      | Leksands IF             | SEL          | 35  | 12            | 23            | 35            | 29            | 2             | 0  | 0        | 0        | 0        |          |          |
| 1994–95      | Leksands IF             | SEL          | 33  | 17            | 12            | 29            | 14            | 4             | 0  | 0        | 0        | 4        |          |          |
| 1995–96      | Leksands IF             | SEL          | 37  | 16            | 14            | 30            | 30            | 5             | 2  | 1        | 3        | 0        |          |          |
| 1996–97      | Leksands IF             | SEL          | 38  | 13            | 16            | 29            | 22            | 9             | 4  | 2        | 6        | 12       |          |          |
| 1997–98      | Leksands IF             | SEL          | 31  | 14            | 19            | 33            | 18            | 3             | 0  | 1        | 1        | 8        |          |          |
| 1998–99      | VEU Feldkirch           | Al           | 29  | 17            | 21            | 38            | 24            | —             | —  | —        | —        | —        |          |          |
| 1998–99      | VEU Feldkirch           | RHL          | 17  | 5             | 5             | 10            | 4             | —             | —  | —        | —        | —        |          |          |
| Celkem v SEL | Celkem v SEL            | Celkem v SEL | 502 | 193           | 220           | 413           | 326           | 38            | 10 | 7        | 17       | 26       |          |          |
| Celkem v NHL | Celkem v NHL            | Celkem v NHL | 22  | 2             | 5             | 7             | 10            | —             | —  | —        | —        | —        |          |          |

## Reprezentace
| Rok                       | Tým                       | Soutěž                    | Z   | G  | A  | B  | TM |
| ------------------------- | ------------------------- | ------------------------- | --- | -- | -- | -- | -- |
| 1982                      | Švédsko 20                | MSJ                       | 7   | 4  | 5  | 9  | 9  |
| 1986                      | Švédsko                   | MS                        | 10  | 4  | 3  | 7  | 12 |
| 1987                      | Švédsko                   | MS                        | 9   | 1  | 3  | 4  | 4  |
| 1987                      | Švédsko                   | KP                        | 6   | 2  | 0  | 2  | 4  |
| 1988                      | Švédsko                   | OH                        | 8   | 3  | 0  | 3  | 4  |
| 1989                      | Švédsko                   | MS                        | 10  | 3  | 2  | 5  | 4  |
| 1991                      | Švédsko                   | MS                        | 9   | 4  | 2  | 6  | 8  |
| 1991                      | Švédsko                   | KP                        | 6   | 0  | 1  | 1  | 0  |
| 1993                      | Švédsko                   | MS                        | 8   | 3  | 1  | 4  | 14 |
| 1994                      | Švédsko                   | OH                        | 8   | 1  | 3  | 4  | 4  |
| 1994                      | Švédsko                   | MS                        | 8   | 3  | 5  | 8  | 4  |
| 1995                      | Švédsko                   | MS                        | 5   | 1  | 0  | 1  | 0  |
| 1996                      | Švédsko                   | MS                        | 6   | 4  | 0  | 4  | 0  |
| 1996                      | Švédsko                   | SP                        | 4   | 1  | 0  | 1  | 2  |
| 1998                      | Švédsko                   | MS                        | 10  | 2  | 0  | 2  | 6  |
| Juniorská kariéra celkově | Juniorská kariéra celkově | Juniorská kariéra celkově | 7   | 4  | 5  | 9  | 9  |
| Seniorská kariéra celkově | Seniorská kariéra celkově | Seniorská kariéra celkově | 107 | 32 | 20 | 52 | 66 |